# DDREAMS
dDREAMS（ディードリームス）は、ドコモ・システムズが開発・運用・サービス提供しているオフィスワーク向けクラウド型企業情報システムである。

## 概要
dDREAMSは、ドコモグループ約5万人、10年以上の運用実績があるクラウド型企業情報システムである。
勤怠管理、経費精算、電子決裁などのワークフローや、 インターネット、メール、WEB会議などオフィスのIT環境をプライベートクラウドで提供する。
不正侵入や情報漏洩対策など万全なセキュリティの下、モバイルからもサービス利用可能である。今後は他NTTグループ会社へもサービス提供される。
販売に関して、富士通ミドルウェア、NEC、日立製作所と販売代理店提携を行っている。dDREAMSは、テレワークなどの新しい勤務制度のソリューションの一つとして利用が提案されている。

## 名称の由来
DREAMSは「DoCoMo REAl-time Management System」の頭文字を取った名称で、その名のとおり「ドコモグループの経営情報をリアルタイムに見るための仕組み」となる。

## セキュリティ機構
セキュリティ対策として、dDREAMSをインターネットへのセキュア・ゲートウェイと位置づけることにより、インターネットアクセスをする際は必ずdDREAMを通すように一本化している。
また、JPCERTや警視庁などの外部機関、NTTグループのCERTなどと情報を共有し、NTT研究所のセキュリティ技術を生かして不正メールや未知のマルウェアの検知などを行う。
同時にホワイトリストによって安全なサイト以外へのアクセスをブロック、あるいは送信するメールやファイルを自動暗号化するなど、利用者の不注意を防ぐ仕組みを取り入れている。
さらにクライアントPCには起動抑止ツールがインストールされ、USBメモリーなどを経由したマルウェア感染の拡大を防止する。

## モバイル端末利用
モバイル端末からでも、メール・周知・共有ファイルの参照ができるほか、オフィス内と同様に業務が可能となる。ただし、Outlookのようにメールの振り分けができず、表示も50件ずつしか表示されないため、直近のメールを読むという活用方法がメインとなる。
モバイル機器からは独自のアプリでアクセスするので、スクリーンキャプチャの抑止や操作終了時のキャッシュ・クリア、あるいは遠隔による動作ロックなどの対策も実装されている。

## サービス提供
ドコモグループ5万人の業務を10年以上支えた実績を活用し、一般企業・法人向けサービス提供を本格スタートしている。また、一部機能の単独提供として、WEB会議を提供している。
現在、NTTグループ会社を中心に展開している。